# 小朱庄镇
小朱庄镇，是中华人民共和国河北省保定市定兴县下辖的一个乡镇级行政单位。
2013年，河北省民政厅批复同意撤销小朱庄乡，设立小朱庄镇，镇人民政府驻小朱庄村永兴路27号。

## 行政区划
小朱庄镇下辖以下地区：
小朱庄村、大朱庄村、臧官营村、李各庄村、南张庄村、北张庄村、北吴家庄村、韩家营村、西沟河村、东沟河村、东高家庄村、韦家庄村、小王庄村、屠家营村、夏家营村、葛家庄村、韦家营村、张伯庄村、高兰沟村、焦兰沟村、巨兰沟村、刘兰沟村、王兰沟村、常家营村和尹黄营村。